# Colonial Invitational
El Colonial Invitational es un torneo de golf profesional masculino que se disputa desde el año 1946 en el Colonial Country Club de la ciudad de Fort Worth, estado de Texas, Estados Unidos. Actualmente es uno de los cinco torneos por invitación del PGA Tour estadounidense. Se celebra a finales de mayo, y tiene una bolsa de premios de 6,4 millones de dólares. Al ganador de cada edición del Colonial Invitational se le entrega además una chaqueta de tartán escocés.
Desde 1979, el Colonial Invitational se emite en Estados Unidos por la cadena de televisión CBS.
El máximo ganador del torneo ha sido Ben Hogan, oriundo de Fort Worth, quien venció cinco veces en las décadas de 1940 y 1950.

## Ganadores
| Año  | Jugador            | Golpes        |
| ---- | ------------------ | ------------- |
| 1946 | Ben Hogan          | 279           |
| 1947 | Ben Hogan          | 279           |
| 1948 | Clayton Heafner    | 272           |
| 1949 | Cancelado          | Cancelado     |
| 1950 | Sam Snead          | 277           |
| 1951 | Cary Middlecoff    | 282           |
| 1952 | Ben Hogan          | 279           |
| 1953 | Ben Hogan          | 282           |
| 1954 | Johnny Palmer      | 280           |
| 1955 | Chandler Harper    | 276           |
| 1956 | Mike Souchak       | 280           |
| 1957 | Roberto De Vicenzo | 284           |
| 1958 | Tommy Bolt         | 282           |
| 1959 | Ben Hogan          | 285           |
| 1960 | Julius Boros       | 280           |
| 1961 | Doug Sanders       | 281           |
| 1962 | Arnold Palmer      | 281           |
| 1963 | Julius Boros       | 279           |
| 1964 | Billy Casper       | 279           |
| 1965 | Bruce Crampton     | 276           |
| 1966 | Bruce Devlin       | 280           |
| 1967 | Dave Stockton      | 278           |
| 1968 | Billy Casper       | 275           |
| 1969 | Gardner Dickinson  | 278           |
| 1970 | Homero Blancas     | 273           |
| 1971 | Gene Littler       | 283           |
| 1972 | Jerry Heard        | 275           |
| 1973 | Tom Weiskopf       | 276           |
| 1974 | Rod Curl           | 276           |
| 1975 | No se disputó      | No se disputó |
| 1976 | Lee Trevino        | 273           |
| 1977 | Ben Crenshaw       | 272           |
| 1978 | Lee Trevino        | 268           |
| 1979 | Al Geiberger       | 274           |
| 1980 | Bruce Lietzke      | 271           |
| 1981 | Fuzzy Zoeller      | 274           |
| 1982 | Jack Nicklaus      | 273           |
| 1983 | Jim Colbert        | 278           |
| 1984 | Peter Jacobsen     | 270           |
| 1985 | Corey Pavin        | 266           |
| 1986 | Dan Pohl           | 205           |
| 1987 | Keith Clearwater   | 266           |
| 1988 | Lanny Wadkins      | 270           |
| 1989 | Ian Baker-Finch    | 270           |
| 1990 | Ben Crenshaw       | 272           |
| 1991 | Tom Purtzer        | 267           |
| 1992 | Bruce Lietzke      | 267           |
| 1993 | Fulton Allem       | 219           |
| 1994 | Nick Price         | 266           |
| 1995 | Tom Lehman         | 271           |
| 1996 | Corey Pavin        | 272           |
| 1997 | David Frost        | 265           |
| 1998 | Tom Watson         | 265           |
| 1999 | Olin Browne        | 272           |
| 2000 | Phil Mickelson     | 268           |
| 2001 | Sergio García      | 267           |
| 2002 | Nick Price         | 267           |
| 2003 | Kenny Perry        | 261           |
| 2004 | Steve Flesch       | 269           |
| 2005 | Kenny Perry        | 261           |
| 2006 | Tim Herron         | 268           |
| 2007 | Rory Sabbatini     | 266           |
| 2008 | Phil Mickelson     | 266           |
| 2009 | Steve Stricker     | 263           |
| 2010 | Zach Johnson       | 225           |
| 2011 | David Toms         | 265           |
| 2012 | Zach Johnson       | 268           |
| 2013 | Boo Weekley        | 266           |
| 2014 | Adam Scott         | 271           |
| 2015 | Chris Kirk         | 268           |
| 2016 | Jordan Spieth      | 263           |
| 2017 | Kevin Kisner       | 270           |
| 2018 | Justin Rose        | 260           |
| 2019 | Kevin Na           | 267           |
| 2020 | Daniel Berger      | 270           |
| 2021 | Jason Kokrak       | 266           |
| 2022 | Sam Burns          | 271           |
| 2023 | Emiliano Grillo    | 272           |
| 2024 | Davis Riley        | 266           |